# Pirates (album)
Pour les articles homonymes, voir Pirate (homonymie).
Albums de LIM
Voyoucratie
(2010)
Le rappeur de rue LIM sort son album solo Pirates, composé de 32 titres inédits, le 30 septembre 2016,,.
En featuring, il invite Rim'K, Nèg' Marrons (Jacky et Ben-J), Passi et Samira.
Il s'agit du quatrième album solo de LIM après Enfant du ghetto (2005), Délinquant (2007) et Voyoucratie (2010).
Pirates est le 22e projet du rappeur depuis la première mixtape Beat de Boul : Dans la sono sortie en 1997.

## Liste des titres
| 1.  | Pirate reconnaît pirate                            | 2:20 |
| 2.  | T.P.F.M                                            | 4:40 |
| 3.  | Jus de bagarre                                     | 4:12 |
| 4.  | Souvenir                                           | 5:09 |
| 5.  | Streetman (feat. Guerra Sofyan & Moha le Vagabond) | 4:57 |
| 6.  | Fic-tra (feat. Rim’K)                              | 3:33 |
| 7.  | Dz                                                 | 4:00 |
| 8.  | Moi c’est Lim                                      | 4:22 |
| 9.  | Mec de cité                                        | 4:37 |
| 10. | Bicrave (feat. Fyenso-Jumo)                        | 3:46 |
| 11. | Eldorado                                           | 3:38 |
| 12. | Houria                                             | 4:41 |
| 13. | Brigadier (feat. Mbarga Jean-Paul)                 | 3:28 |
| 14. | Ce que je ressens                                  | 3:15 |
| 15. | Chargé (feat. Neg’Marrons)                         | 4:07 |
| 16. | Ma putain de vie                                   | 4:11 |

| 1.  | Nocif                                          | 1:21 |
| 2.  | Vie de pirate                                  | 3:54 |
| 3.  | Moi et mon poto                                | 3:28 |
| 4.  | Passe le salam                                 | 3:44 |
| 5.  | Ça tartine                                     | 4:13 |
| 6.  | Creveurs                                       | 5:05 |
| 7.  | Ça tourne pas rond                             | 5:07 |
| 8.  | Mon frère est un dealer (feat. Samira)         | 3:45 |
| 9.  | Moi avec moi                                   | 5:27 |
| 10. | Tout et tout de suite (feat. Moha le Vagabond) | 4:33 |
| 11. | Voyou                                          | 4:05 |
| 12. | Comme vous (feat. Passi)                       | 4:30 |
| 13. | Cette nana                                     | 3:15 |
| 14. | Phénomène                                      | 4:24 |
| 15. | Y’a plus de petit                              | 4:11 |
| 16. | Streetzer                                      | 4:33 |